# Гепатобилиарная сцинтиграфия
Гепатобилиарная сцинтиграфия — радиоизотопное исследование печени. Проводится с целью оценки функции гепатоцита, позволяет изучить моторную функцию желчевыводящих путей.
Данный метод дает максимально точную оценку скорости и характера пассажа желчи от печени до двенадцатиперстной кишки, но это исследование не является повседневным в силу сложности, необходимости специального оборудования, дороговизны.
В процессе проведения исследования натощак внутривенно вводится радиофармпрепарат и после визуализации печени и желчного пузыря (в норме максимальное накопление препарата в печени достигается через 15 минут) пациент принимает желчегонный завтрак.